# 아사노촌 (효고현)
아사노촌(浅野村)은 효고현 쓰나군에 설치되었던 촌이다. 현재의 아와지시에 해당한다.

## 역사
- 1889년 4월 1일  -정촌제 시행에 의해 2촌의 구역을 가지고 성립하였다.
- 1955년 3월 22일 - 도시마정, 이쿠와촌, 니이촌, 노지마촌, 무로쓰촌과 합병해 호쿠단정이 성립, 동일 아사노촌은 폐지되었다.

## 참고문헌
- 角川日本地名大辞典 28 兵庫県